# Viaduc d'Orgon
Le viaduc d'Orgon est un pont ferroviaire français franchissant la Durance entre Cheval-Blanc et Orgon, respectivement dans le Vaucluse et les Bouches-du-Rhône. Long de 942 mètres, cet ouvrage d'art achevé en 2001 porte la LGV Méditerranée.